# Nikolas Nartey
Nikolas Terkelsen Nartey (født 22. februar 2000) er en ghanesisk-dansk professionel fodboldspiller, der spiller som midtbanespiller for bundesligaklubben VfB Stuttgart. Han er også bror til fodboldspiller Noah Nartey.

## Klubkarriere

### Ungdomskarriere
Nartey begyndte som 8-årig i AB, og skiftede som 12-årig til F.C. København. Da han var 16 spillede han for klubbens U-19 hold. Han spillede som ungdomsspiller fem UEFA Youth League-kampe.

### 1. FC Köln
Som 16-årig skiftede han til den tyske bundesligaklub tyske 1. FC Köln den 31. januar 2017 for en pris på omkring 4 mio. kr. Problemer med papirarbejdet gjorde dog, at han ikke kunne spille for Köln før den 19. april 2017, og han spillede derfor alene fire kampe for klubbens reservehold i den første halvsæson.
Han fik sin professionelle debut for FC Köln den 26. november 2017, da han blev indskiftet i en kamp mod Hertha BSC. Sæsonen 2017-18 blev dog mindre succesfuld for Nartey grundet flere knæskader.

### VfB Stuttgart
Den 29. august 2019 skiftede Nartey til VfB Stuttgart på en fire-årig kontrakt. Dagen efter blev han udlejet til Hansa Rostock for 2019–20 sæsonen. Den 31. juli 2020 blev Nartey udlånt til SV Sandhausen ved sæsonens afslutning.

## Privatliv
Narteys far er ghaneser og moren er dansk. Hans lillebror, Noah, spiller i Superligaen for Brøndby IF.